# Blåslampa

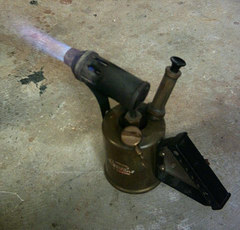
Blåslampa av klassisk modell som användes långt in på 1950-talet.

Blåslampa, eller lödlampa, en gasapparat eller en förgasningsapparat för flytande bränsle (bensin eller fotogen) för att åstadkomma en riktad värmestråle.

## Historik
Lödlampan är en svensk uppfinning, patenterad 1881 av metallarbetaren C.R. Nyberg i Stockholm. Den konstruerades av Nyberg för att lösa problemet med att löda behållare för fotogenkök. Uppvärmningen gjordes tidigare över en liten träkolseld och krävde god passning.
Nybergs blåslampa åstadkom en uppåtriktad, koncentrerad låga, som gav hög värme som pressades ut med övertryck. Detta övertryck åstadkoms i oljebehållaren genom inpumpning av luft och genom den värme som återstrålade på behållaren.
Bahco, dåvarande AB B.A. Hjort & Co, började också tillverka apparater med denna princip, vilket Nyberg ansåg vara ett patentintrång. Det gav upphov till en infekterad patentstrid dem emellan. Som ett kuriosum kan nämnas att Nyberg i sin verkstad vid Täcka udden på Lidingö påstås ha målat ett porträtt av Hjort på golvet intill svarven, så att han kunde trampa på Hjort. Det påstås också ha varit Paul U. Bergström som avbildats, för att han marknadsförde sina fotogenkök som säkra.

## Olycksrisk
Det finns en olycksrisk i använda blåslampor med flytande bränsle genom att kolrester efter förbränningen under vissa omständigheter med låg vätskenivå kunde falla ned och åstadkomma en gasexplosion. Detta försökte Nyberg förhindra genom ett säkerhetsstift:
| ”             | Den av mig konstruerade blåslampan var helt av mässing. Oljehuset var gjort av 1,25 mm. mässingplåt med slaglodlödda fogar och inåtbockad botten, på vars sida en ögla var fastsatt. I denna ögla var en annan, med vidsittande koniskt stift, som gick upp genom ett hål i lampans bröst, där den var fastlödd med tenn. I vanliga fall blev aldrig trycket så stort i lampan, att säkerhetsstiftet behövde tjänstgöra genom att botten bockade ut sig. Men ....kunde det hända att trycket i lampan bli för stort: då bockar botten ur sig något och drar loss stiftet vid hålet i bröstet så mycket att det överflödiga trycket upphör. Denna mycket enkla anordning, som är mycket effektiv, om den är rätt konstruerad, är nog delvis orsaken till det goda rykte mina lampor haft på världsmarknaden | „ |
| – C.R. Nyberg | |   |

## Liknande apparater
Efter samma princip som blåslampan konstruerades också i Sverige fotogenkök 1891 av Frans Wilhelm Lindqvist (primusköket) och en fotogenlampa med bränsle under tryck.

## Bildgalleri, blåslampor

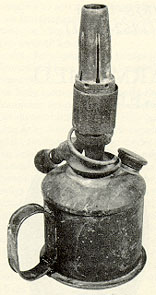
Tidig blåslampa, troligen från Nybergs lödlampfabrik.
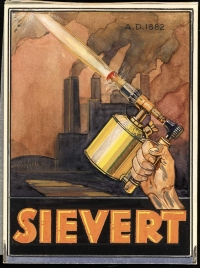
Blåslampa från Sieverts lödlampfabrik, f. d. Nybergs lödlampfabrik.

## Fotnot
1. ↑  C.R. Nyberg: Några minnesanteckningar. Linkoln Blom, Stockholm, 1938